# Souterrain von Kinord

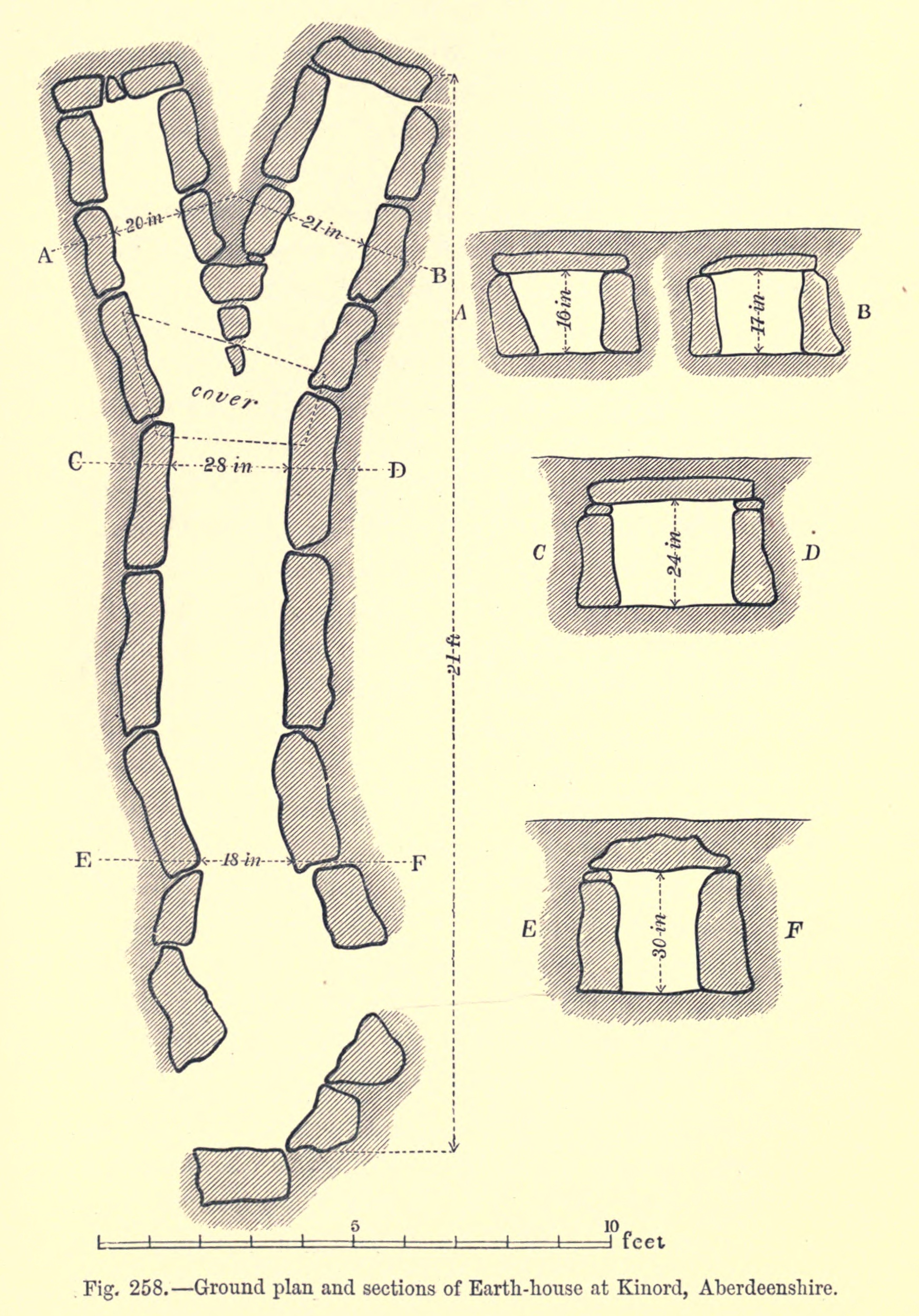
Kinord Anderson 1883

Das 1872 beim Pflügen entdeckte Souterrain von Kinord (auch Kinord Earth house, Kinord Fogou oder Old Kinord group genannt) liegt westlich von Dinnet, südlich des Sees Loch Kinord und nördlich der A93 in Aberdeenshire in Schottland.
Das etwa 6,4 m lange, Y-förmig endende, inzwischen ausgegangene Souterrain wurde zu Beginn des 20. Jahrhunderts von John Abercromby (1841–1924) ausgegraben. Bei Souterrains wird grundsätzlich zwischen „rock-cut“, „earth-cut“, „stone built“ und „mixed“ Souterrains unterschieden. 
Die senkrechten Wände dieses „stone built“ Souterrains, die das Plattendach stützten, bestanden nicht aus Trockenmauerwerk, sondern aus etwa 30, meist großen, aufrecht stehenden Steinplatten. Die maximale Gangbreite betrug 90 cm und die maximale Höhe 75 cm. Der Eingang zum Souterrain befand sich in einer Einhegung von etwa 18,0 m Durchmesser, um die ein in Abständen gelegter Randsteinring lag. Der Boden der Einhegung war gepflastert und am Zugang des Erdhauses unterbrochen. An vielen Stellen gab es Spuren von Feuer und Holzkohle. Den Kreis berührte eine zweite jedoch ungepflasterte Einhegung. Zu den Funden gehörten ein Steinball (Carved Stone Ball) von 75 mm Durchmesser und eine Menge Asche und verkohltes Holz.